# Achaea chrysopera
Achaea chrysopera là một loài bướm đêm thuộc họ Erebidae. Loài này có ở Châu Phi, bao gồm Nam Phi.